# 地域空域予報中枢
地域空域予報中枢 (ちいきくういきよほうちゅうすう、英語: Regional Area Forecast Centre; RAFC) は、世界空域予報中枢の作成した気象情報を各管轄地域内の各国・地域気象機関へ中継配信する業務を担う、地域の中枢となる気象機関である。世界気象機関によって指定および設置され、2011年現在は世界に11ヶ所ある。

## 指定機関の一覧
- RAFCカイロ (エジプト気象局)
- RAFCダカール（セネガル国立気象局）
- RAFCナイロビ (ケニア気象局)
- RAFCラスパルマス (スペイン気象庁)
- RAFCニューデリー (インド気象局)
- RAFCブエノスアイレス (アルゼンチン国立気象局)
- RAFCブラジリア (ブラジル国立気象研究所)
- RAFCマイアミ (アメリカ国立気象局)
- RAFCウェリントン (ニュージーランド気象局)
- RAFCモスクワ (ロシア水文気象環境監視局)
- RAFCフランクフルト (ドイツ気象局)

かつては日本にも東京RAFC (気象庁が業務を担当) が置かれ、航空用気象無線模写放送 (JMJ) を送信していたが、2001年3月1日の放送分をもって廃止された。東京RAFCの任務は世界空域予報中枢に統合され、引き継がれた。